# Warka
Warka ist eine Stadt in Polen in der Woiwodschaft Masowien. Sie gehört zum Powiat Grójecki und ist Sitz der gleichnamigen Stadt-und-Land-Gemeinde mit 19.167 Einwohnern (Stand 31. Dezember 2020).
Warka liegt am Fluss Pilica.

## Geschichte
Erstmals wird die Stadt im 13. Jahrhundert erwähnt. Stadtrechte erhielt die Stadt zwischen 1302 und 1321. Von 1795 an gehörte die Stadt zu Preußen und war von 1807 bis 1815 Teil des Herzogtum Warschau. Danach gehörte es zum Königreich Polen.
Im Zweiten Weltkrieg wurde die Stadt fast vollständig zerstört.

## Gemeinde
Zur Stadt-und-Land-Gemeinde (gmina miejsko-wiejska) Warka gehören die Stadt selbst und 46 Dörfer mit Schulzenämtern.

## Wirtschaft und Verkehr
In der Stadt befinden sich die Bierbrauerei Warka sowie ein Weinbaugebiet.
Warka hat einen Bahnhof an der Bahnstrecke Warszawa–Kraków.

## Persönlichkeiten
- Zygmunt Kuźwa (1904–1944), Theologe und Widerstandskämpfer.